# Comté de Löwenstein

Armoiries des comtes de Löwenstein.

Le comté de Löwenstein est un comté historique du Saint-Empire romain germanique. Son chef-lieu était la ville de Löwenstein.
Louis, le dernier des seigneurs de cette famille, vendit le comté, en 1441, à Philippe, électeur palatin, qui le céda à Louis, fils naturel de l’électeur palatin Frédéric Ier. Ce Louis, comte de Lœwenstein, est l’auteur de la maison de ce nom. Il fut élevé à la dignité de Comte de l'Empire par l'empereur Maximilien Ier. Louis II, le petit-fils du Louis qui précède, acquit les comtés de Wertheim et de Rochefort, et prit le titre de Lœwenstein-Wertheim. Il laissa deux fils, à l'origine de deux branches. Christophe-Louis, l’aîné, mort en 1618, forma celle de Lœwenstein-Virnebourg, aujourd’hui Lœwenstein-Freudenberg, qui se divisa en 1721, en deux rameaux, élevés tous deux à la dignité de prince, et dont l'un s’est éteint en 1852. Jean-Théodore, fils cadet de Louis II, forma la branche de Lœwenstein-Rochefort, aujourd’hui Lœwenstein-Rosenberg. 
Cette branche fut élevée à la dignité de Prince de l’empire en 1711, en la personne du comte Maximilien-Charles. Les deux branches ont eu voix délibérative au Collège des comtes de Franconie jusqu’en 1806.
Jean-Ernest de Löwenstein-Wertheim fut abbé commendataire de Saint-Jean-des-Prés entre 1702 et 1712, puis évêque de Tournai entre 1712 et 1731.

## Source
- « Comté de Löwenstein », dans Pierre Larousse, Grand dictionnaire universel du XIXe siècle, Paris, Administration du grand dictionnaire universel, 15 vol., 1863-1890 [détail des éditions].